# Flaani
Flaani（フラニー）は韓国発の子ども発の向けオリジナルアニメーション作成サービス。

## 概要
世界の名作童話に子どもの写真を組み込み、子どもが物語の主人公になることができるオリジナルアニメーションサービス。子どもの語学学習、教育教材として認知されている。

## 韓国での実績
- 韓国ベンチャーアワード2009　最優秀賞　受賞
- ソウルランド 結合パッケージ商品出始
- 富士フイルム  売場にて全国販売
- 新世界百貨店（プサン）の顧客謝恩品に納品。(VIP顧客に提供する謝恩品）

## コンテンツ
- ピーターパン
- ピノキオ
- 星の王子さま
- ジャックと豆の木
- アラジンと魔法のランプ
- ガリバー旅行記
- 不思議の国のアリス
- アルプスの少女ハイジ
- オズの魔法使い
- カエル王子
- 赤ずきん
- シンデレラ